# Saint-Pierre-Tarentaine
Saint-Pierre-Tarentaine é uma ex-comuna francesa na região administrativa da Normandia, no departamento de Calvados. Estendeu-se por uma área de 12 km². Em 2010 a comuna tinha 353 habitantes (densidade: 29,4 hab./km²).
Em 1 de janeiro de 2016 foi fundida com as comunas de Beaulieu, Le Bény-Bocage, Bures-les-Monts, Campeaux, Carville, Étouvy, La Ferrière-Harang, La Graverie, Malloué, Montamy, Mont-Bertrand, Montchauvet, Le Reculey, Saint-Denis-Maisoncelles, Sainte-Marie-Laumont, Saint-Martin-des-Besaces, Saint-Martin-Don, Saint-Ouen-des-Besaces e Le Tourneur para a criação da nova comuna de Souleuvre-en-Bocage.